# Moses Austin
Moses Austin (4 de octubre de 1761; Durham, Connecticut, Estados Unidos — 10 de junio de 1821; Territorio de Misuri, Estados Unidos), conocido por sus esfuerzos en la industria americana del plomo y como el padre de Stephen F. Austin, fue el primer estadounidense a quien se le otorgó permiso para establecer un asentamiento anglo-estadounidense en la Texas española (véase: Historia de Texas), además de ser pionero en la fundación de un asentamiento anglo-estadounidense al oeste del río Misisipi.

## Vida

### Primeros años

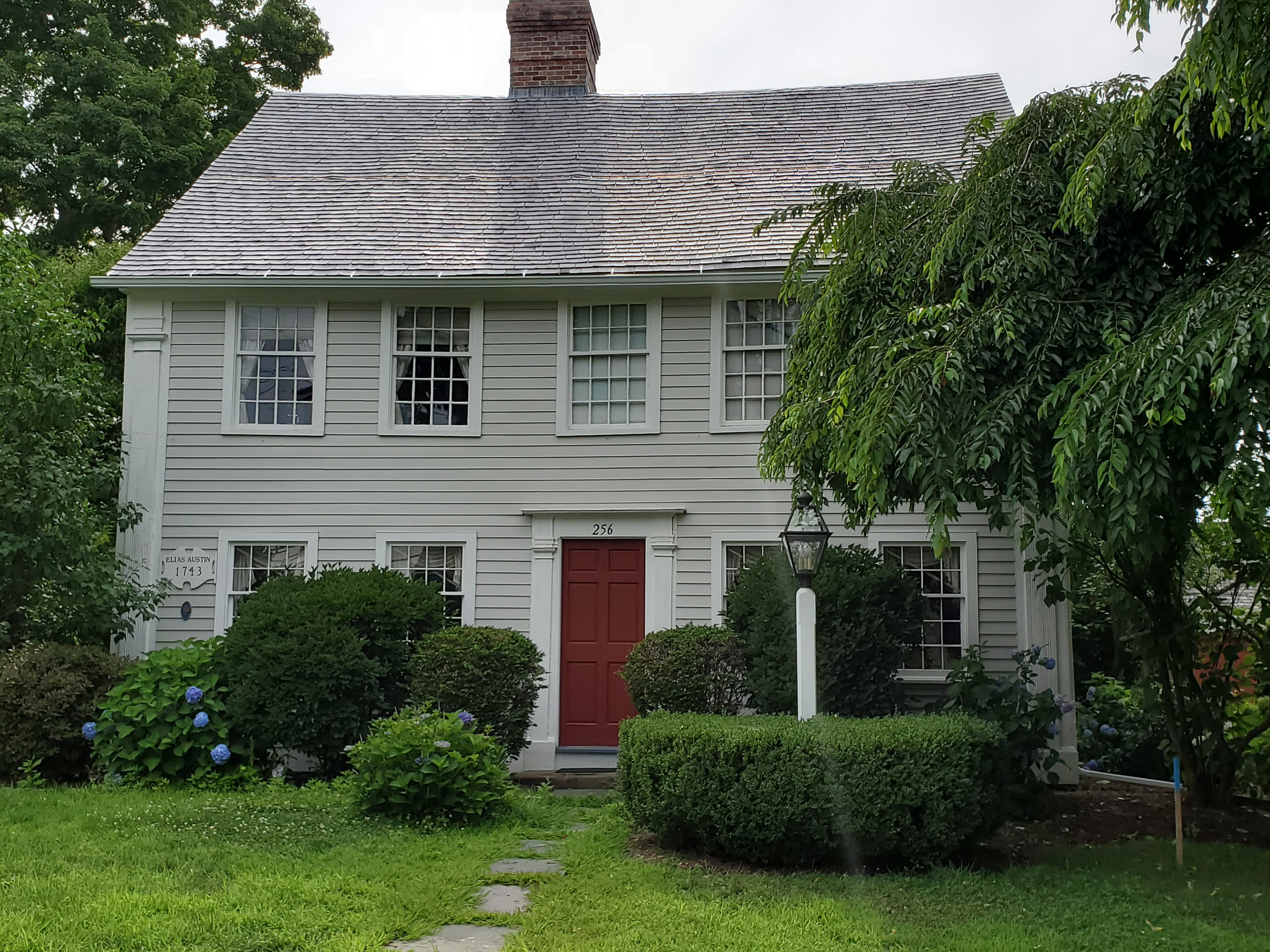
Casa Elias Austin en Durham (Connecticut), casa natal de Moses Austin

Nacido en Durham (Connecticut), Connecticut, era miembro de una familia que había llegado a la colonia de Massachusetts en el barco «Bevis» en 1658, pocos años después de la fundación de la colonia.
En 1788 se trasladó a Filadelfia, (Pensilvania) para incorporarse al negocio de comercio con su hermano Stephen. En 1785, se casó con Maria Brown, hija de una familia muy influyente y con una posición dominante en la explotación minera del hierro. El primer hijo del matrimonió, Austin, nació en 1793 y fue bautizado con el nombre de Stephen F. Austin en honor a un hermano de su padre y un pariente de su madre. Más tarde, en 1795 nació su hija Emily, y después en 1803, su hijo James Elijah Brown. Moses quería hacer su propia fortuna moviendo a su familia a Virginia.

### Negocios
Austin intentó comenzar su propio negocio minero en el sudoeste del estado de Virginia, y en 1789 se trasladó allí para visitar una mina de Oro. Percibió el potencial del sitio y en 1791 su familia se estableció en lo que ahora es conocido como el condado de Wythe. Moses y su hermano Stephen junto con varios socios industrializaron el área. Crearon varias fundiciones, hornos, economatos, la torre de tiro del transbordador de Jackson, herrerías, picaderos de caballos y molinos. La minúscula aldea alrededor de las minas llegó a conocersele por el nombre de Austinville y Moses como el «Rey del Plomo».
Después que las deudas acumuladas por los hermanos Austin llevaran a la empresa a la quiebra, Moses puso la mira en los ricos depósitos de plomo en la parte norte de la Luisiana española (hoy Misuri). 1796 Moses y un compañero se desplazaron ahí para investigar la situación de las minas españolas. 
En 1798 la Corona de España le concedió una extensión de una legua (4,428 acres) para explotar esos territorios.  Como contrapartida, Moses juró lealtad a la Corona española, comprometiéndose a llevar familias a Misuri para su colonización, siendo esta la causa del distanciamiento entre los hermanos Moses y Stephen — quien se había q
para intentar salvar el negocio — que perduraría casi el resto de sus vidas.  El estado de Virginia confiscó muchas de sus propiedades y suspendió las operaciones de sus negocios que fueron compradas posteriormente al estado con grandes descuentos por Thomas Jackson y sus socios. En 1803, a consecuencia de la compra de la Luisiana Misuri quedó incorporada bajo la jurisdicción de los Estados Unidos.
En 1808, fundó la ciudad de Herculaneum a orillas del río Misisipi donde construyó una fundición de plomo. También encabezó a un grupo de hombres de negocio de San Luis que deseaban fundar el Banco de San Luis, concediéndoseles un permiso para ello. Sin embargo, no pudieron recabar el capital necesario y no fue hasta 1816 que se abrieron finalmente las puertas del banco. En 1813 solicitó a la legislatura territorial autorización para crear el condado de Washington con  sede en Potosí.
La guerra de 1812 y el pánico de 1819 causaron la ruina financiera de Moses quien otra vez recurrió a buscar la ayuda de España.  En 1820 presentó un plan al gobernador Antonio María Martínez para colonizar Texas que fue rechazado debido a los ataques continuos de los filibusteros americanos. Su antiguo amigo Felipe Enrique Neri le ayudó a Moses a convencer al gobernador para que aceptase su plan. En 1821, el gobernador pidió a Erasmo Seguín, amigo de Moses, que le diera la noticia que le había sido concedido el primer contrato de colonización en Texas.  Con el beneplácito del gobernador, Moses pudo volver a Misuri.

### Muerte

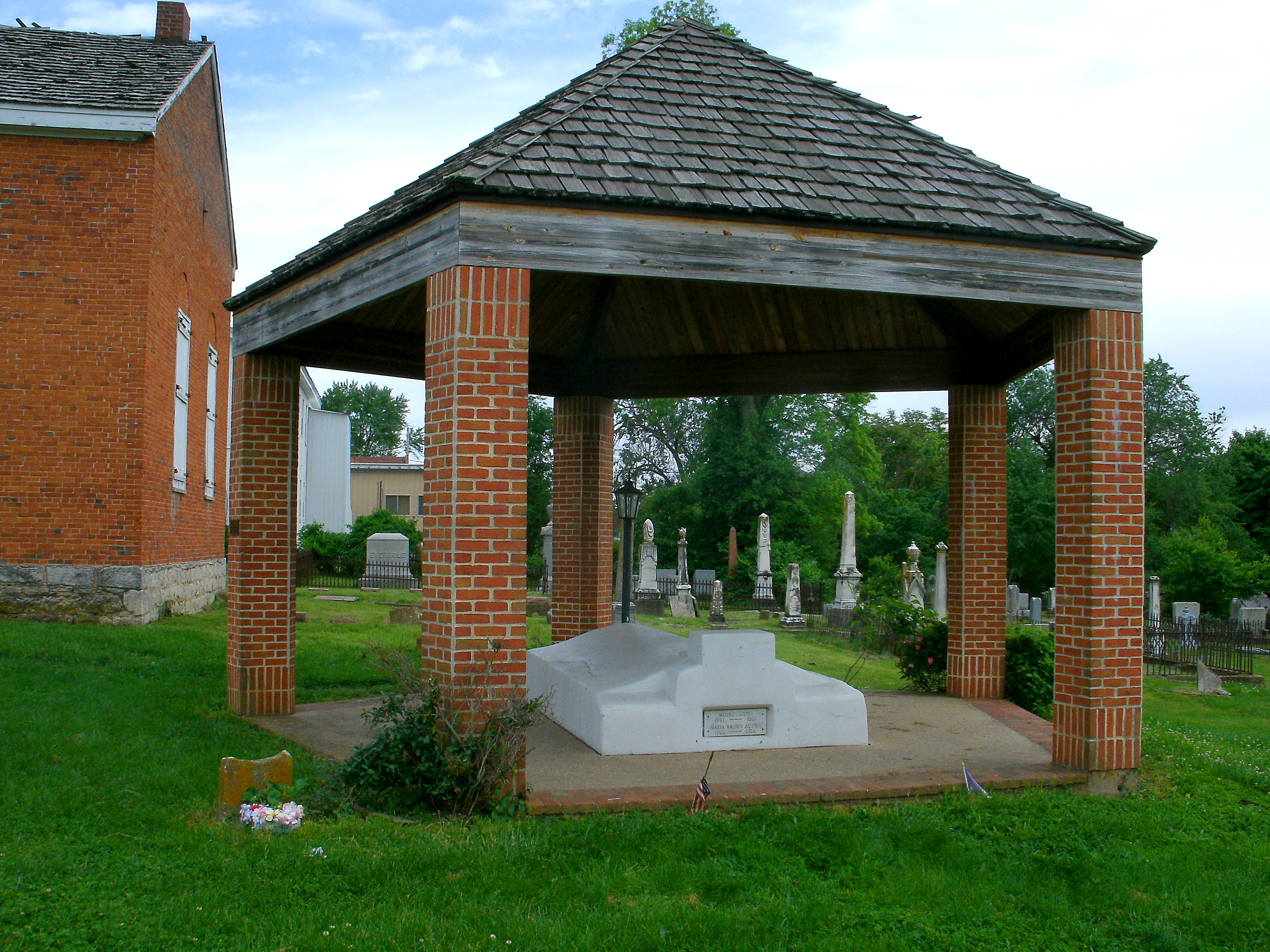
La tumba de Moses y Maria Brown Austin

Falleció de pulmonía en 1821 y fue enterrado en Potosí, Misuri.